# Igor Zjelezovski

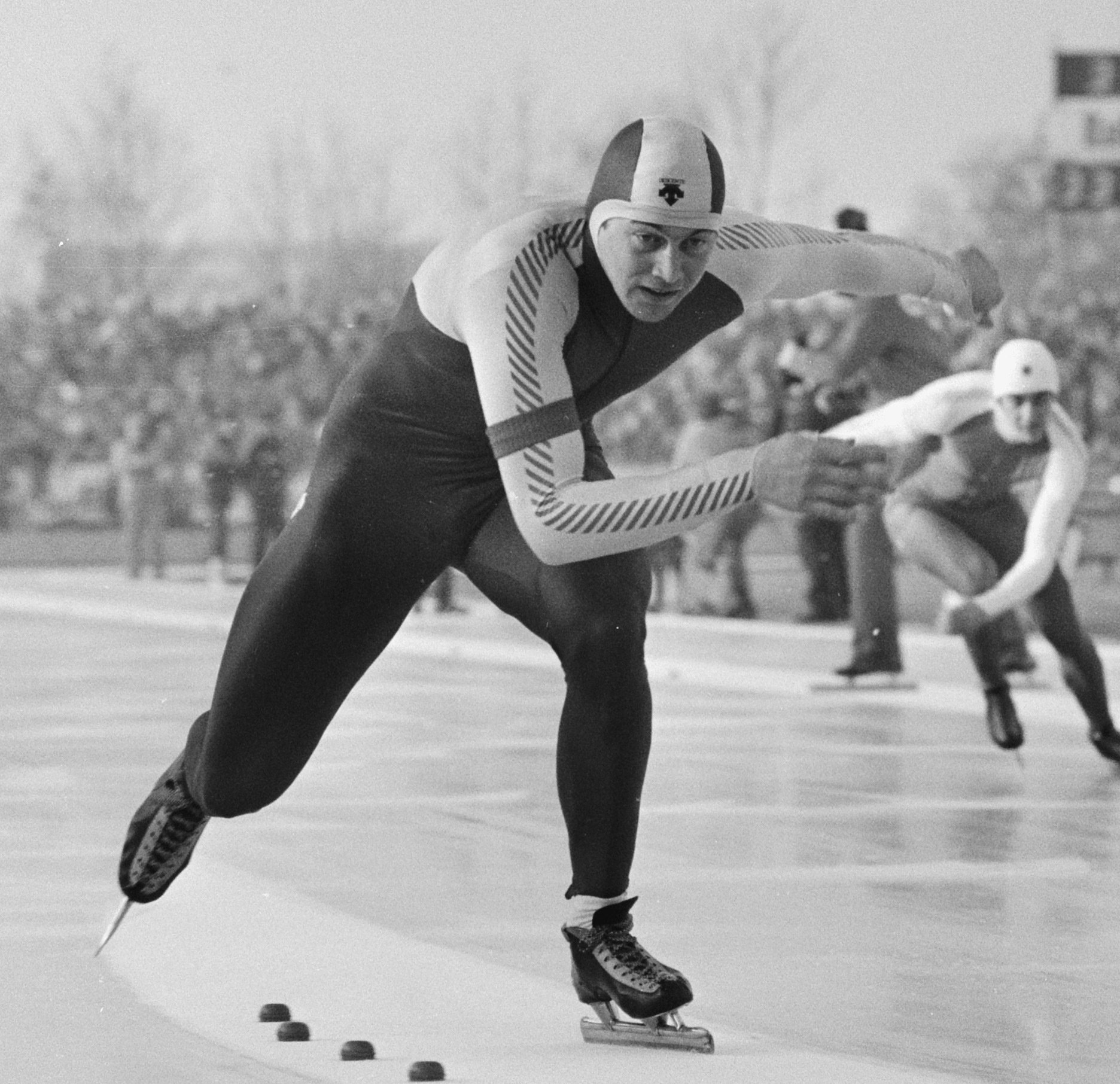
Zjelezovski in 1985

Igor Nikolajevitsj Zjelezovski (Wit-Russisch: Ігар Мікалаевіч Жалязоўскі, Russisch: И́горь Никола́евич Железо́вский) (Orsja, 1 juli 1963 – Minsk, 12 juni 2021) was een Sovjet-Wit-Russische schaatser. Hij kwam achtereenvolgens uit voor de Sovjet-Unie, de GOS en in zijn laatste twee seizoenen voor Wit-Rusland. Hij is met zes titels recordkampioen bij het WK Sprint.

## Biografie
Zjelezovski haalde de Sovjet-juniorenselectie in 1982 en eindigde op het wereldkampioenschap voor junioren als tweede achter Geir Karlstad. Hij won wel de 1500 meter wat samen met zijn 1000 meter zijn beste afstand zou worden. Hoewel hij in 1983 op de ijsbaan van Medeo een wereldrecord op de 1500 meter schaatste werd hij niet geselecteerd voor de Olympische Winterspelen van 1984 in Sarajevo. Een jaar later maakte hij zijn debuut tijdens het WK Sprint in Heerenveen. Bij dit kampioenschap imponeerde hij op magistrale wijze door drie van de vier afstanden te winnen en op die manier regerend kampioen Gaétan Boucher te onttronen. In 1986 prolongeerde hij zijn titel door beide 1000 meters te winnen. Doordat ziekte het kampioenschap van 1987 in de weg stond sloeg hij de editie van 1988 over om zich voor te bereiden op de Winterspelen van dat jaar in Calgary. Deze werden echter een teleurstelling met slechts een bronzen medaille op de 1000 meter en geen podiumplaatsen op de 500 en 1500 meter.
De derde en vierde wereldtitel sprint won Zjelezovski resp. in 1989 en 1991, door op beide kampioenschappen beide 1000 meters te winnen. Op het kampioenschap van 1989 in Heerenveen vestigde hij bovendien een wereldrecord op de 1000 meter en op de sprintvierkamp. Op de Olympische Winterspelen van 1992 in Albertville faalde Zjelezovski weer. Nu werd een slechte laatste ronde op de 1000 meter hem fataal, waardoor hij als zesde eindigde met 0,20 seconden achterstand op de gouden tijd. Revanche haalde hij op het WK Sprint na de Winterspelen, waar hij in Oslo alle vier de afstanden won en zo zijn vijfde titel veiligstelde.

### Laatste jaren
Door het uiteenvallen van de Sovjet-Unie schaatste Zjelezovski zijn laatste twee seizoenen voor Wit-Rusland. In 1993 won hij zijn zesde sprinttitel in Ikaho (Shibukawa, Gunma), waar hij de snelle Japanners op hun eigen baan aftroefde. In zijn laatste seizoen was er alles op gericht om een olympische gouden medaille te winnen. Tijdens de Winterspelen van 1994 op de ijsbaan van Hamar zette Zjelezovski een goede tijd neer op de 1000 meter, waarmee hij het wereldrecord tot op 0,18 seconden benaderde. Drie ritten later spatte de droom op goud uit elkaar doordat Dan Jansen het twee maanden oude record van Kevin Scott met 0,11 seconden verbeterde. Zijn zes titels schaatste hij bijeen voor drie verschillende landen. De eerste vier namens de Sovjet-Unie, daarna voor het GOS en de laatste voor Wit-Rusland. Hoewel Zjelezovski geen olympisch goud gewonnen heeft gaat hij de geschiedenis in als een van de beste sprinters aller tijden. Zijn bijnaam tijdens zijn lopende carrière luidde dan ook Igor de Verschrikkelijke. Aan zijn imposante postuur dankte hij ook de bijnaam De beer uit Minsk. Naast de zes wereldtitels sprint won hij vijf nationale sprinttitels en 30 World Cup-wedstrijden.
Zjelezovski overleed in 2021 op 57-jarige leeftijd aan Covid 19.

## Records

### Persoonlijke records
| Afstand      | Tijd     | Datum            | Baan       |
| ------------ | -------- | ---------------- | ---------- |
| 500 meter    | 36,49    | 21 december 1985 | Medeo      |
| 1000 meter   | 1.12,58  | 25 februari 1989 | Heerenveen |
| 1500 meter   | 1.52,50  | 5 december 1987  | Calgary    |
| 3000 meter   | 4.12,85  | 9 januari 1988   | Davos      |
| 5000 meter   | 7.09,84  | 25 maart 1983    | Medeo      |
| 10.000 meter | 15.40,82 | 26 maart 1983    | Medeo      |

### Wereldrecords
| Nr. | Afstand        | Tijd    | Datum            | Baan       |
| --- | -------------- | ------- | ---------------- | ---------- |
| 1.  | 1500 meter     | 1.54,26 | 26 maart 1983    | Medeo      |
| 2.  | 1500 meter     | 1.52,50 | 5 december 1987  | Calgary    |
| 3.  | 1000 meter     | 1.12,58 | 25 februari 1989 | Heerenveen |
| 4.  | Sprintvierkamp | 145,945 | 26 februari 1989 | Heerenveen |

#### Wereldrecords laaglandbaan (officieus)
| Nr. | Afstand    | Tijd    | Datum            | Baan       |
| --- | ---------- | ------- | ---------------- | ---------- |
| 1.  | 1000 meter | 1.14,30 | 23 februari 1985 | Heerenveen |
| 2.  | 500 meter  | 37,56   | 29 november 1986 | Berlijn    |
| 3.  | 1000 meter | 1.12,58 | 25 februari 1989 | Heerenveen |

## Resultaten
| Jaar | Olympische Spelen          | WK Sprint            | WK Junioren |
| ---- | -------------------------- | -------------------- | ----------- |
| 1982 |                            |                      | · (6e, , )  |
| 1983 |                            |                      |             |
| 1984 |                            |                      |             |
| 1985 |                            | · (, )               |             |
| 1986 |                            | · (, )               |             |
| 1987 |                            | 8e · (27e, 8e, 8e, ) |             |
| 1988 | 6e 500m · 1000m · 4e 1500m |                      |             |
| 1989 |                            | · (, )               |             |
| 1990 |                            | · (, , 10e, 15e)     |             |
| 1991 |                            | · (, )               |             |
| 1992 | 8e 500m 6e 1000m 10e 1500m | · (, )               |             |
| 1993 |                            | · (4e, , 10e, )      |             |
| 1994 | 10e 500m · 1000m           | 6e · (11e, , 16e, )  |             |

- = geen deelname

### Medaillespiegel
| Kampioenschap     | Goud | Zilver | Brons |
| ----------------- | ---- | ------ | ----- |
| Olympische Spelen | 0    | 1      | 1     |
| WK Sprint         | 6    | 0      | 1     |
| WK Junioren       | 0    | 1      | 0     |